# El Pont de Suert
El Pont de Suert település Spanyolországban, Lleida tartományban. El Pont de Suert Vilaller, Vall de Boí, Sarroca de Bellera, Senterada, Conca de Dalt, Tremp, Sopeira, Bonansa és Montanuy községekkel határos. Lakosainak száma 2380 fő (2024).

## Népesség
A település népessége az utóbbi években az alábbiak szerint változott:
| Lakosok száma | 1166 | 1912 | 1786 | 4639 | 2376 | 2212 | 2570 | 2318 | 2220 | 2380 |
|               | 1717 | 1887 | 1936 | 1960 | 1986 | 2004 | 2009 | 2014 | 2019 | 2024 |